# Kirk Hallam
Kirk Hallam – wieś w Anglii, w hrabstwie Derbyshire, w dystrykcie Erewash. Leży 11 km na wschód od miasta Derby i 181 km na północny zachód od Londynu. W 2001 miejscowość liczyła 6417 mieszkańców.